# ジョアン・ヴィクトール・ヴィエイラ・フェヘイラ・ソウザ
ジョアン・ヴィクトール・ヴィエイラ・フェヘイラ・ソウザ（ポルトガル語: João Victor Vieira Ferreira Sousa、2004年4月27日 - ）は、ブラジルのサッカー選手。ポジションはFW。

## 来歴
マラニョン州サン・ルイスに生まれ、2018年に地元のコメルシアウECに加入した。
翌年にセアラーSCの下部組織に移った。2021年5月30日に行われたカンピオナート・ブラジレイロ・セリエAでクレーベルに代わって途中出場し選手初出場を記録した。
2023年2月18日にJ3リーグ・FC大阪への期限付き移籍が発表された。4月9日のFC今治戦で田中直基に代わって途中投入されてJリーグ初出場を記録した。しかし出場機会は少なく、同年7月26日にチームメイトのマイコン・ドウグラスとともに期限付き移籍解除となり退団した。

## 代表歴
2020年、2021年にU-17代表に招集された経歴を持っている。

## 個人成績
| 2023   | FC大阪 | 36     | J3     | 4 | 0 | - | - | 4 | 0 |
| 通算   | 日本   | 日本   | J3     | 4 | 0 | - | - | 4 | 0 |
| 総通算 | 総通算 | 総通算 | 総通算 | 4 | 0 | 0 | 0 | 4 | 0 |

- Jリーグ初出場 - 2023年4月9日 J3第6節 vsFC今治（東大阪市花園ラグビー場）